# The Assistant (filme)
The Assistant é um filme de drama estadunidense de 2019 escrito, dirigido e produzido por Kitty Green. É estrelado por Julia Garner, Matthew Macfadyen, Makenzie Leigh, Kristine Froseth, Jon Orsini e Noah Robbins. O filme teve sua estreia mundial no Telluride Film Festival em 30 de agosto de 2019. Foi lançado em 31 de janeiro de 2020, pela Bleecker Street.

## Elenco
- Julia Garner como Jane
- Matthew Macfadyen como Wilcock
- Makenzie Leigh como Ruby
- Kristine Froseth como Sienna
- Alexander Chaplin como Max
- Juliana Canfield como Sasha
- Dagmara Domińczyk como Ellen
- Bregje Heinen como Tatiana
- Clara Wong como Tess
- Patrick Breen como Roy

## Recepção
No Rotten Tomatoes, o filme tem uma taxa de aprovação de 92% com base em 207 resenhas, com uma média de 7,58/10. O consenso crítico do site diz: "Liderado por uma performance poderosa de Julia Garner, The Assistant oferece uma crítica contundente do assédio no local de trabalho e da opressão sistêmica". No Metacritic, que avalia os filmes em uma pontuação de 100, The Assistant tem uma pontuação de 79 com base nas avaliações de 43 críticos, indicando "avaliações geralmente favoráveis".